# Łączany (Opole)
Pour les articles homonymes, voir Łączany.
Łączany est une localité polonaise de la gmina et du powiat de Namysłów en voïvodie d'Opole.